# Nuoto ai Giochi della XXXIII Olimpiade - Staffetta 4x100 metri misti maschile
La gara di nuoto della staffetta 4x100 metri misti maschile dei Giochi della XXXIII Olimpiade di Parigi è stata disputata il 3 e il 4 agosto 2024 presso la Paris La Défense Arena.

## Record
Prima della competizione il record del mondo e il record olimpico erano i seguenti:
| Record mondiale | 3'26"78 | Stati Uniti Ryan Murphy (52"31) Michael Andrew (58"49) Caeleb Dressel (49"03) Zachary Apple (46"95) | 1º agosto 2021 Tokyo, Giappone |
| Record olimpico | 3'26"78 | Stati Uniti Ryan Murphy (52"31) Michael Andrew (58"49) Caeleb Dressel (49"03) Zachary Apple (46"95) | 1º agosto 2021 Tokyo, Giappone |

## Programma
| Data          | Ora (UTC+1) | Turno    |
| ------------- | ----------- | -------- |
| 3 agosto 2024 | 12:40       | Batterie |
| 4 agosto 2024 | 19:10       | Finale   |

## Risultati

### Batterie
| Pos. | Batteria | Corsia | Nazione       | Atleti                                                                                                | Tempo   | Note             |
| ---- | -------- | ------ | ------------- | --- | ------- | ---------------- |
| 1    | 1        | 5      | Francia       | Yohann Ndoye-Brouard (52"99) Léon Marchand (59"03) Clément Secchi (51"39) Rafael Fente-Damers (47"95) | 3'31"36 | Q                |
| 2    | 1        | 4      | Cina          | Xu Jiayu (53"58) Qin Haiyang (58"51) Wang Changhao (51"75) Pan Zhanle (47"74)                         | 3'31"58 | Q                |
| 3    | 2        | 4      | Stati Uniti   | Hunter Armstrong (53"26) Charlie Swanson (59"73) Thomas Heilman (51"15) Jack Alexy (47"48)            | 3'31"62 | Q                |
| 4    | 1        | 3      | Paesi Bassi   | Kai van Westering (54"49) Caspar Corbeau (58"94) Nyls Korstanje (50"27) Stan Pijnenburg (48"10)       | 3'31"80 | Q                |
| 5    | 2        | 3      | Gran Bretagna | Oliver Morgan (53"21) Adam Peaty (59"16) Joe Litchfield (51"76) Matthew Richards (48"00)              | 3'32"13 | Q                |
| 6    | 2        | 5      | Australia     | Isaac Cooper (53"85) Joshua Yong (58"99) Ben Armbruster (51"61) Kyle Chalmers (47"79)                 | 3'32"24 | Q                |
| 7    | 2        | 2      | Canada        | Blake Tierney (53"83) Finlay Knox (1'00"34) Ilya Kharun (50"40) Javier Acevedo (47"76)                | 3'32"33 | Q                |
| 8    | 1        | 6      | Germania      | Ole Braunschweig (54"05) Lucas Matzerath (59"54) Luca Armbruster (51"01) Josha Salchow (47"91)        | 3'32"51 | Q                |
| 9    | 2        | 6      | Italia        | Thomas Ceccon (53"56) Nicolò Martinenghi (59"23) Giacomo Carini (51"75) Alessandro Miressi (48"17)    | 3'32"71 |                  |
| 10   | 1        | 7      | Polonia       | Ksawery Masiuk (55"11) Jan Kałusowski (59"94) Jakub Majerski (51"18) Bartosz Piszczorowicz (48"82)    | 3'33"70 |                  |
| 11   | 2        | 8      | Irlanda       | Conor Ferguson (54"88) Darragh Greene (59"68) Max McCusker (52"04) Shane Ryan (47"21)                 | 3'33"81 | Record nazionale |
| 12   | 1        | 1      | Austria       | Bernhard Reitshammer (54"97) Valentin Bayer (1'00"02) Simon Bucher (51"16) Heiko Gigler (47"88)       | 3'34"03 |                  |
| 13   | 2        | 1      | Corea del Sud | Lee Ju-ho (54"49) Choi Dong-yeol (59"59) Kim Ji-hun (52"62) Hwang Sun-woo (47"98)                     | 3'34"68 |                  |
| 14   | 1        | 2      | Giappone      | Riku Matsuyama (55"11) Taku Taniguchi (1'00"22) Naoki Mizunuma (51"63) Katsuhiro Matsumoto (47"88)    | 3'34"84 |                  |
| 15   | 1        | 8      | Svizzera      | Roman Mityukov (54"27) Jérémy Desplanches (1'00"73) Nils Liess (54"64) Antonio Djakovic (49"10)       | 3'38"74 |                  |
|      | 2        | 7      | Spagna        | Hugo González de Oliveira Carles Coll Mario Mollà Sergio de Celis                                     | DSQ     | DSQ              |

### Finale
| Pos.    | Corsia | Nazione       | Atleti                                                                                              | Tempo   | Note |
| ------- | ------ | ------------- | --------------------------------------------------------------------------------------------------- | ------- | ---- |
| Oro     | 5      | Cina          | Xu Jiayu (52"37) Qin Haiyang (57"98) Sun Jiajun (51"19) Pan Zhanle (45"92)                          | 3'27"46 |      |
| Argento | 3      | Stati Uniti   | Ryan Murphy (52"44) Nic Fink (58"97) Caeleb Dressel (49"41) Hunter Armstrong (47"19)                | 3'28"01 |      |
| Bronzo  | 4      | Francia       | Yohann Ndoye-Brouard (52"60) Léon Marchand (58"62) Maxime Grousset (49"57) Florent Manaudou (47"59) | 3'28"38 |      |
| 4       | 2      | Gran Bretagna | Oliver Morgan (52"83) Adam Peaty (58"16) Duncan Scott (51"30) Matthew Richards (47"31)              | 3'29"60 |      |
| 7       | 1      | Canada        | Blake Tierney (53"75) Finlay Knox (59"75) Ilya Kharun (50"46) Joshua Liendo (47"31)                 | 3'31"27 |      |
| 5       | 7      | Australia     | Isaac Cooper (54"28) Joshua Yong (59"26) Matthew Temple (50"89) Kyle Chalmers (47"43)               | 3'31"86 |      |
| 6       | 8      | Germania      | Ole Braunschweig (54"38) Melvin Imoudu (59"37) Luca Armbruster (50"96) Josha Salchow (47"75)        | 3'32"46 |      |
| 8       | 6      | Paesi Bassi   | Kai van Westering (54"60) Caspar Corbeau (59"19) Nyls Korstanje (50"60) Stan Pijnenburg (48"13)     | 3'32"52 |      |